# Lukas Meisner (Basketballspieler)
Lukas Meisner (* 8. August 1995 in Braunschweig) ist ein deutscher Basketballspieler.

## Laufbahn
Meisner wurde in der Jugendabteilung der SG Braunschweig ausgebildet und spielte ab der Saison 2012/13 regelmäßig für die Herrenmannschaft in der 2. Bundesliga ProB. 2015 verließ er seine Heimatstadt und nahm ein Studium der Politikwissenschaft an der Columbia University auf. Bis zum Ende des Spieljahres 2017/18 bestritt er 75 Begegnungen für die Mannschaft der ersten NCAA-Division und kam auf Mittelwerte von sieben Punkten und 5,3 Rebounds je Partie. Sein letztes Jahr im Hemd der „Löwen“ war in statistischer Hinsicht das beste seiner Amerikazeit: Bei 24 von 25 Einsätzen stand er in der Anfangsaufstellung, erzielte 11,2 Punkte je Begegnung und sammelte 7,5 Rebounds pro Spiel ein. Zudem traf er 43 seiner 103 Dreipunktwürfe (Trefferquote: 41,7 Prozent). Seine Reboundstatistik war in jener Saison die beste aller Spieler in der Conference „Ivy League“.
Im Sommer 2018 unterzeichnete Meisner einen Profivertrag beim Bundesligisten Medi Bayreuth. Im Vergleich zu seinem ersten Profijahr in Bayreuth (33 Bundesliga-Spiele mit 2,8 Punkten/Spiel) steigerte er sich in der Saison 2019/20 deutlich und erzielte in 18 Bundesliga-Einsätzen in den Farben der Oberfranken im Durchschnitt 10,2 Punkte je Begegnung. Im Juli 2020 unterschrieb er einen Vertrag in seiner Heimatstadt bei den Basketball Löwen Braunschweig. In Braunschweig wurde Meisner zum Mannschaftskapitän ernannt. Wegen einer Schulterverletzung musste er sich im Februar 2021 einer Operation unterziehen. Bis dahin hatte er in 15 Bundesliga-Einsätzen für die Löwen im Schnitt 14,4 Punkte je Begegnung verbucht. In der Sommerpause 2021 wurde Meisner vom Bundesliga-Konkurrenten Hamburg Towers unter Vertrag genommen.
Er bestritt für Hamburg bis 2024 insgesamt 155 Pflichtspiele. Ende Juni 2024 löste der Bundesligist den noch bis 2025 geltenden Vertrag mit Meisner aus sportlichen Gründen auf.

### Nationalmannschaft
2013 gehörte er zum deutschen Aufgebot für die U18-B-Europameisterschaft, 2015 nahm er mit Deutschlands U20-Nationalmannschaft an der EM teil und spielte 2017 mit der deutschen Studentenauswahl bei der Sommer-Universiade in Taiwan. Bundestrainer Henrik Rödl berief ihn Anfang November 2020 erstmals ins Aufgebot der deutschen A-Nationalmannschaft. Er bestritt sein erstes Herrenländerspiel Ende November 2020 in der EM-Ausscheidungsrunde gegen Montenegro.